# Мориц Орански
Княз Мориц Орански (на немски: Moritz von Oranien; на нидерландски: Maurits van Oranje; * 13 ноември или 14 ноември 1567, Диленбург; † 23 април 1625, Хага) е принц Орански, граф на Насау-Диленбург (1618 – 1625). След убийството на баща му е щатхалтер на Холандия и Зеландия (1584 – 1625) и от 1589 г. на Утрехт, Гелдерн. Капитан-генерал е на Обединена Нидерландия.

## Биография
Той е син на Вилхелм Мълчаливия (на нидерландски: Willem de Zwijger) и съпругата му Анна Саксонска, дъщеря на курфюрст Мориц от Саксония.
Мориц е възпитаван в Хайделберг и от 1577 г. в Бреда и Антверпен. От 1583 г. следва в университета в Лайден. След убийството на Вилхелм Мълчаливия през 1584 г., по предложение на Йохан ван Олденбарневелд, Морис наследява баща си като щатхалтер на Холандия и Зеландия.
Добър военачалник Морис печели няколко победи срещу испанците като от 1591 до 1594 г. освобождава Гелдерн, Фризия и Гронинген.
Мориц Орански умира при обсадата на Бреда и е погребан в новата църква в Делфт.

## Деца
От връзката му с Маргарета фон Мехелен (1581 – 1662), дъщеря на Корнелис фон Мехелен:
- Вилхелм (1601 – 1627)
- Лудвиг (1602 – 1665)
- Мориц (1604 – 1617)

от други връзки:
- Анна († 1673)
- Елизабет (1611 – 1679)
- Карл (1612 –1637)
- Карл Мориц
- Елеонора (ок. 1620 – 1693/1703)[2]

## Галерия
- Мориц Орански като дете (1578 – 1579)
- Мориц Орански